# Терезианум
Открытая гимназия фонда «Терезианская академия» (нем. Das Öffentliche Gymnasium der Stiftung Theresianische Akademie; сокр. Терезианум, нем. Theresianum) — частная школа на общественных правах, расположенная в венском районе Виден по адресу Фаворитенштрассе, дом 15.

## История
В 1746 году Мария Терезия продала иезуитам барочный замок «Фаворита» при условии открытия там рыцарской академии для лучших представителей аристократического юношества. Основной задачей стало воспитание образованных и лояльных чиновников и дипломатов. В 1783 году император Иосиф II упразднил все рыцарские академии, в том числе и Терезианум. В 1797 году император Франц II одобрил возобновление деятельности Терезианума под руководством пиаристов. Фасад здания был реконструирован в стиле классицизма. После мартовской революции 1848 года император Франц Иосиф I разрешил прием в академию детей буржуа. В 1938 году, после аншлюса, деятельность академии была прекращена, и в её здании было открыто национал-политическое учебно-воспитательное заведение (НПЕА). После принятия в 1955 году Декларации о независимости Австрии фонду[какому?] было возвращено его недвижимое имущество, и в 1957 году обучение было возобновлено. С 1989 года в Терезианум принимаются и девочки.

## В настоящее время
Наряду с основной общеобразовательной подготовкой, стремящейся к университетской, делается упор на изучение иностранных языков. К обязательным предметам относятся, помимо математики и немецкого языка, также английский, французский, латинский и русский языки — что воспитывает в учащихся интернационализм. Также преподаются факультативные дисциплины в областях спорта, искусства, творчества, информационных и коммуникационных технологий, музыки и экономики. Особое внимание уделяется воспитанию у терезианцев хороших манер.
Площадь школьной территории составляет 50000 квадратных метров и включает в себя большое футбольное поле, два футбольных поля меньших размеров, плавательный бассейн, теннисный корт, беговую дорожку, два поля для игры в пляжный волейбол, баскетбольное поле, а также старый малый зал и большой зал, где можно заняться десятками других видов спорта (например, оборудованы большой и малый скалодромы).
В настоящее время в Терезиануме обучаются почти 800 человек. Многие из них приезжают из федеральных земель или из-за границы и в связи с этим могут проживать в имеющемся интернате, который осуществляет свою деятельность совместно с Венским французским лицеем.
Набор преподавателей проводится руководством гимназии совместно с Венским советом по вопросам образования.
В сентябре 2011 года на территории гимназии были открыты детский сад и восьмилетняя школа.

## Известные выпускники
- Аббас II Хильми
- Петер Альтенберг
- Альфонс XII
- Иштван Бетлен
- Николай Василько
- Экрем Влёра
- Эрнст Гомбрих
- Димитрис Друцас
- Йосип Елачич
- Карой III Зичи
- Константин Иречек
- Эрнест фон Кёрбер
- Эрнст Кисс
- Рихард Куденхове-Калерги
- Влодзимеж Ледуховский
- Карл Люгер
- Титу Майореску
- Аурел Ончул
- Эртогрул Осман
- Макс Фердинанд Перуц
- Клеменс Пирке
- Йозеф Радецкий
- Анастасе Симу
- Генрих фон Србик
- Ференц Сеченьи
- Казимир Твардовский
- Йозеф Шумпетер
- Иоганн Генрих Готлиб фон Юсти
- Ганс Ярай